# Georg Günther (Politiker)

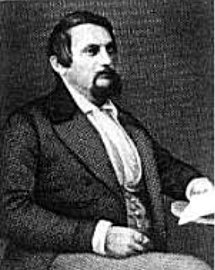
Johann Georg Günther (1808–1872)

Johann Georg Günther (* 29. April 1808 in Penig; † 30. Januar 1872 in Westend) war ein deutscher  Journalist, Politiker und Mitglied der Frankfurter Nationalversammlung.

## Leben und Wirken
Georg Günther wurde 1808 geboren. In den 1830er Jahren freundete er sich in Leipzig mit Robert Blum an, dessen 1840 erfolgte Heirat mit seiner Schwester Eugenie er förderte.
Er wurde Mitglied in Blums Literatenverein, den er aufgrund von Konflikten mit der Obrigkeit verließ. 1839 wurde er Ehrenmitglied der Alten Leipziger Burschenschaft / Kochei. 1842 wurde er Redakteur der von Blum gegründeten Sächsischen Vaterlandsblätter und arbeitete ebenso an Blums Staatslexikon mit. Nach Ausbruch der Märzrevolution betätigte sich Günther politisch als Mitglied der Frankfurter Nationalversammlung und Herausgeber der Deutschen Reichstagszeitung in Frankfurt.
Etwa 1841 lernte Günther den jungen Theodor Fontane kennen, der als Apothekergehilfe kurzzeitig in Leipzig wohnte. Dieser schilderte ihn als bedeutenden Einfluss, hochgebildeten und kunstsinnigen Menschen. Jahre später beschrieb er ihn als "ausgesprochene[n] Sachsen", jedoch nicht als sentimental, sondern als "energischen, leidenschaftlichen, zornig verbitterten [Menschen]. In seinem, wenn ihn nichts reizte, klugen und freundlichen Auge funkelte was Unheimliches, und so verbindlich und selbst heiter er sein konnte, so merkte man doch gleich, daß er in jedem Augenblick bereit war, sich übers Schnupftuch zu schießen."
Nach einem kurzzeitigen Exil in der Schweiz emigrierte er 1851 nach dem letztendlichen Scheitern der Märzerhebung in die USA. Fontane zufolge "wurde er Mediziner und verrichtete homöopathische Wunderkuren". 1871 kehrte er nach Deutschland zurück, verstarb jedoch kurz darauf, laut Fontane als "gebrochener Mann".